# Annie Montague Alexander
Pour les articles homonymes, voir Alexander.
Annie Montague Alexander est une américaine à l’origine du Museum of Vertebrate Zoology de l’université de Californie (Berkeley), née en 1867 à Honolulu et morte en 1950.

## Biographie
Elle grandit dans la plantation de canne à sucre familiale à Maui. En 1882, sa famille s’installe à Oakland (Californie) où elle fait ses études secondaires. Son père, Samuel T. Alexander, était passionné par l’histoire naturelle et voyageait beaucoup accompagné par sa fille. C’est ainsi qu’Annie Alexander voyage en Europe, à Hong Kong, en Chine, à Java, dans les îles Samoa, aux îles Marquises, en Nouvelle-Zélande et en Afrique. Elle avait constitué un début de collection de divers spécimens dont des fossiles. Elle rencontre en 1905 Clinton Hart Merriam (1855-1942), mammologiste et directeur du département de recherche biologique à Washington. Elle lui soumet son idée de fonder un grand muséum sur la côté ouest. Merriam l’encourage et lui conseille d’aller en Alaska pour y collecter des ours.
En 1907, elle rencontre Joseph Grinnell (1877-1939), qui enseigne à l’institut polytechnique Throop de Pasadena. Elle est impressionnée par Grinnell et admire l’ordre de ses collections. En 1907, elle part en Alaska où elle rassemble une grande collection d’oiseaux et de mammifères. Elle constituera l’embryon de la collection du Muséum de zoologie des vertébrés. Le projet avance rapidement et Grinnell est embauché comme directeur en 1908.
Alexander continuera toute sa vie à soutenir l’activité du muséum, financièrement mais aussi en participant à l’activité de l’institution. À sa mort, on estime qu’elle et sa compagne de voyage, Louise Kellogg, sont à l’origine de 22 000 spécimens de mammifères, d’oiseaux, de reptiles et d’amphibiens.